# 2012 en astronautique
Chronologie de l'astronautique
- 2008
- 2009
- 2010
- 2011
- 2012
- 2013
- 2014
- 2015
- 2016

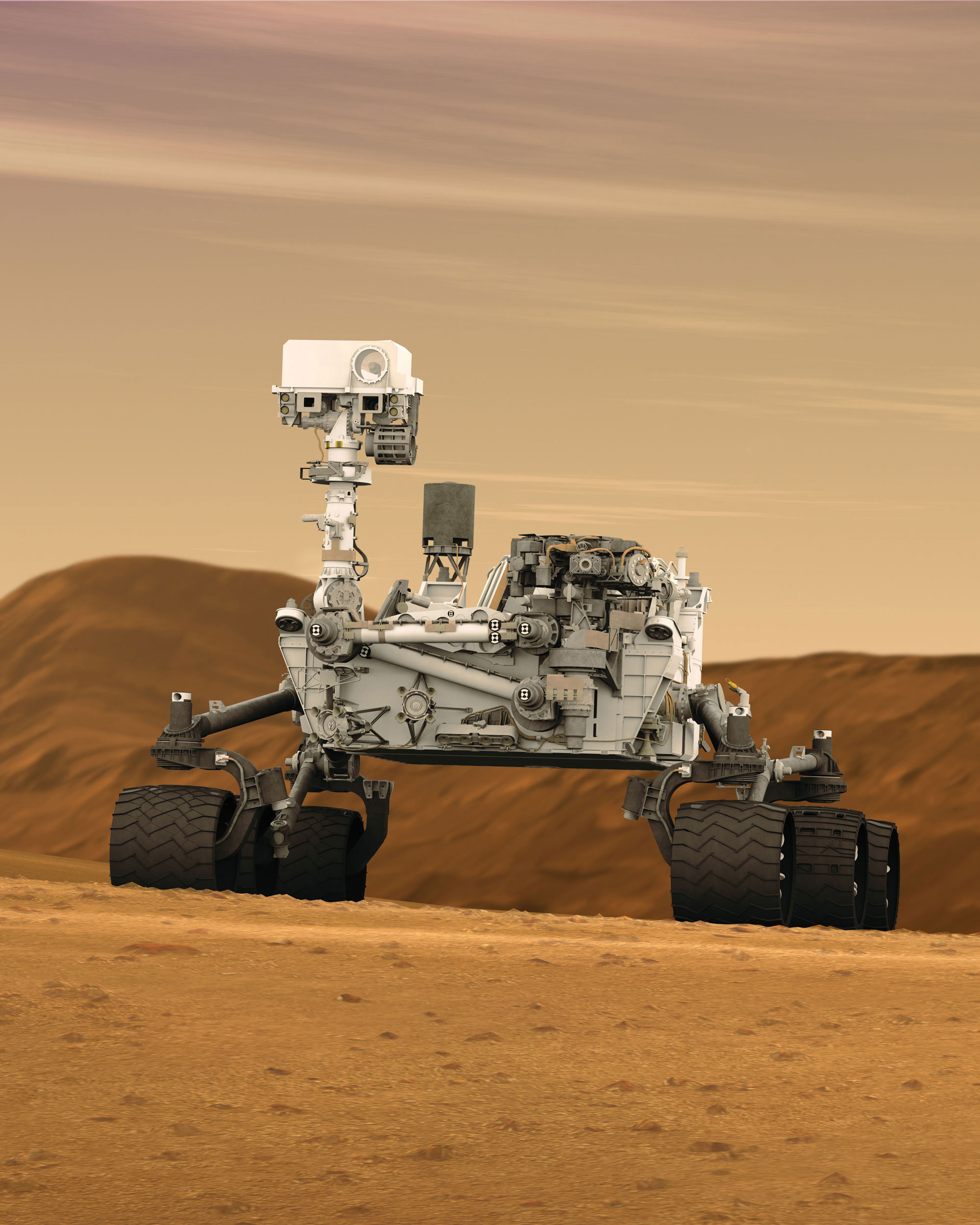
L'arrivée du rover MSL sur Mars est l'événement spatial de l'année le plus attendu.

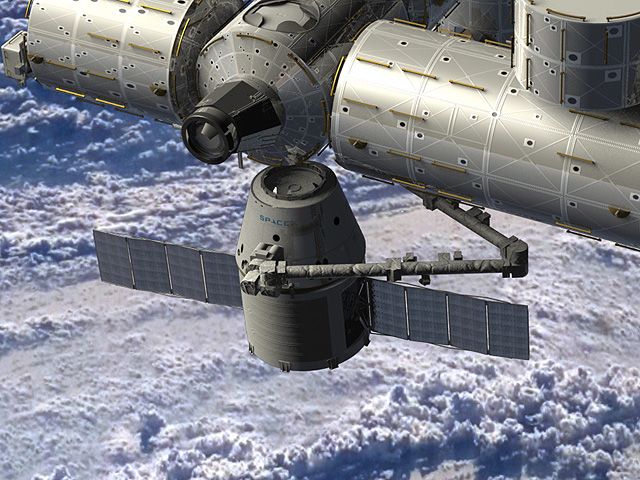
Vue d'artiste du premier ravitaillement de l'ISS par le cargo spatial SpaceX Dragon.

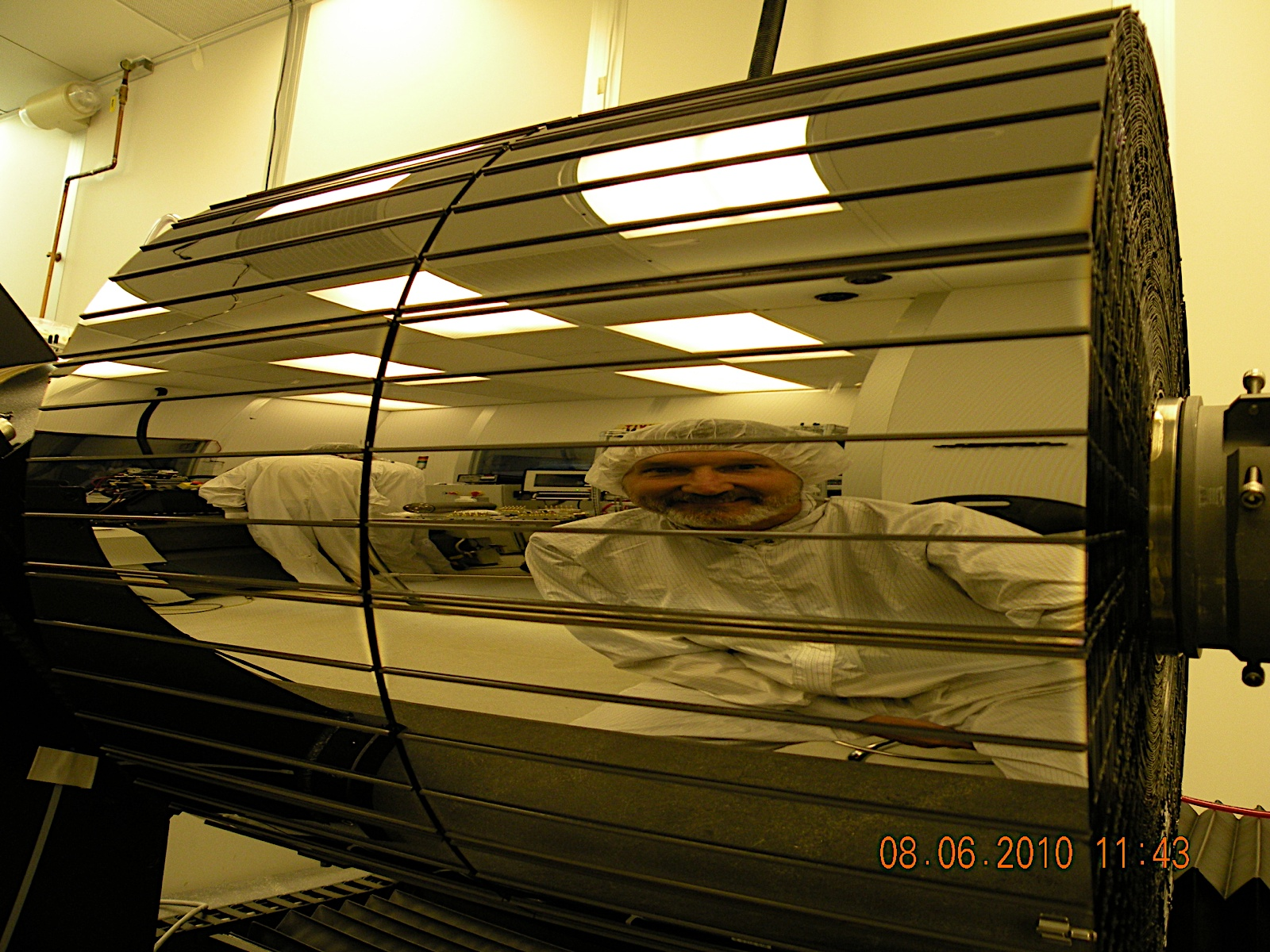
Un des deux ensembles optiques du petit télescope spatial rayons X NuSTAR de la NASA lancé cette année.

Cette page présente la chronologie des événements qui se sont produits durant l'année 2012 dans le domaine de l'astronautique.

## Synthèse de l'année 2012

### Sondes interplanétaires
Aucun lancement de sonde spatiale n'a été effectué en 2012.
Mars Science Laboratory s'est posé dans le cratère Gale sur la planète Mars le 6 août 2011 et a entamé une mission qui devrait durer au minimum 1 an. Les sondes lunaires GRAIL se sont mises en orbite autour de la Lune au début de l'année et après avoir un relevé très détaillé du champ gravitationnel se sont écrasées sur le sol lunaire à la fin de l'année 2012. Dawn a achevé sa mission d'étude de Vesta en aout 2012 et a quitté l'orbite de la planète mineure pour se diriger vers Cérès où elle devrait arriver en 2015. MESSENGER achève sa mission nominale autour de la planète Mercure le 18 mars 2011 mais celle-ci a été prolongée d'un an. La sonde russe Phobos-Grunt clouée en orbite autour de la Terre a été détruite durant sa rentrée atmosphérique en janvier 2012.
Les sondes suivantes sont en route vers leur destination : Rosetta (arrivée en vue de la comète Churyumov-Gerasimenko en mai 2014), New Horizons (survol en juillet 2015 de Pluton), Juno (mise en orbite autour de Jupiter en juillet 2016).

### Satellites scientifiques
La NASA a lancé un petit télescope spatial rayons X NuSTAR le 13 juin. Les deux satellites RBSP chargés d'étudier les interactions entre le Soleil et la Terre dans le cadre du programme de la NASA Living With a Star ont été mis en orbite le 30 août.

### Station spatiale internationale
Le lanceur Falcon 9 et le cargo spatial SpaceX Dragon ont effectué le deuxième et dernier  vol  de qualification ainsi qu'un premier vol opérationnel (COTS-2 et  de SpaceX CRS-1) pour le ravitaillement de la Station spatiale internationale. Le deuxième lancement a été entaché par l'extinction d'un moteur du premier étage mais cette défaillance n'a pas empêché le déroulement de l'opération de ravitaillement de la station spatiale.

### Lanceurs
Le lanceur léger européen Vega (2 tonnes en orbite basse), après plusieurs reports, a effectué un premier vol de qualification  : il a été tiré le 13 février  depuis le pas de tir depuis la base de lancement de Kourou utilisé autrefois par Ariane IV. La Corée du Nord a   réussi à sa quatrième tentative la mise en orbite d'un satellite avec son lanceur Unha et fait désormais partie d'une petit cercle des nations spatiales dotées de capacités de lancement.

### Autres
Un équipage chinois mixte a effectué du 16 juin au 29 juin la première mission  habitée Shenzhou 9  à bord de la station spatiale Tiangong 1.

## Chronologie

### Janvier
| Date       | Lanceur           | Base de lancement | Type                   | Charge utile   | Notes                                                                               |
| 9 janvier  | Longue Marche 4B  | Taiyuan           | Orbite basse           | Ziyuan 3 A     | Premier satellite d'observation optique chinois à usage civil et à haute résolution |
| 13 janvier | Longue Marche 3A  | Xichang           | Orbite géostationnaire | Feng-Yun-2F    | Satellite météorologique                                                            |
| 20 janvier | Delta IV M+ (5,4) | Cape Canaveral    | Orbite géostationnaire | WGS-4          | satellite de télécommunications militaires                                          |
| 25 janvier | Soyouz            | Baïkonour         | Orbite basse           | Progress M-14M | Ravitaillement de la station spatiale internationale                                |

### Février
| Date       | Lanceur                    | Base de lancement | Type                   | Charge utile        | Notes                                     |
| 3 février  | Safir                      | Semnan            | Orbite basse           | Navid               | Imagerie                                  |
| 13 février | Vega                       | Kourou            | Orbite basse           | LARES, ALMASat-1... | Géodésie, ... Premier vol du lanceur      |
| 14 février | Proton-M / Briz-M Enhanced | Baïkonour         | Orbite géostationnaire | SES-4               | Télécommunications.                       |
| 24 février | Atlas V 551                | Cape Canaveral    | Orbite géostationnaire | MUOS-1              | Satellite de télécommunications militaire |
| 24 février | Longue Marche 3C           | Xichang           | Orbite géostationnaire | Compass-G5          | Satellite de navigation                   |

### Mars
| Date    | Lanceur                  | Base de lancement | Type                   | Charge utile       | Notes                                          |
| 23 mars | Ariane 5 ES              | Kourou            | Orbite basse           | ATV Edoardo Amaldi | Ravitaillement station spatiale internationale |
| 25 mars | Proton-M/Briz-M Enhanced | Baïkonour         | Orbite géostationnaire | Intelsat-22        | Télécommunications.                            |
| 30 mars | Proton-K/DM-3            | Baïkonour         | Orbite géostationnaire | US-KMO             | Alerte avancée                                 |
| 31 mars | Longue Marche 3B         | Xichang           | Orbite géostationnaire | APStar7            | Satellite de télécommunications                |

### Avril
| Date     | Lanceur                    | Base de lancement | Type                   | Charge utile     | Notes                                                |
| 3 avril  | Delta IV M+ (5,4)          | Vandenberg        | Orbite basse N         | NRO L25          | satellite de reconnaissance                          |
| 12 avril | Unha                       | Pongdong-ri       | Orbite basse           | Kwangmyŏngsŏng-3 | Technologique. Échec                                 |
| 20 avril | Soyouz                     | Baïkonour         | Orbite basse           | Progress M-15M   | Ravitaillement de la station spatiale internationale |
| 23 avril | Proton-M / Briz-M Enhanced | Baïkonour         | Orbite géostationnaire | Yahsat-1B        | Télécommunications.                                  |
| 26 avril | PSLV-XL                    | Satish Dhawan     | Orbite basse           | RISAT-1          | Imagerie radar                                       |
| 29 avril | Longue Marche 3B           | Xichang           | Orbite moyenne         | Compass M3 et M4 | Satellite de navigation                              |

### Mai
| Date   | Lanceur                    | Base de lancement | Type                   | Charge utile        | Notes |
| 4 mai  | Atlas V 531                | Cape Canaveral    | Orbite géostationnaire | AHEF-2              | Satellite de télécommunications militaire                                                                      |
| 6 mai  | Longue Marche 2D           | Jiuquan           | Orbite basse           | Tianhui 1B          | Cartographie                                                                                                   |
| 10 mai | Longue Marche 4B           | Taiyuan           | Orbite basse           | Yaogan 14 Tiantuo 1 | Satellite de reconnaissance (Yaogan) et technologique                                                          |
| 15 mai | Soyouz-FG                  | Baïkonour         | Orbite basse           | Soyouz TMA-04M      | Relève équipage de la station spatiale internationale début de l'Expédition 32                                 |
| 15 mai | Ariane 5 ECA               | Kourou            | Orbite géostationnaire | VINASAT-2 JCSAT-13  | Satellites de télécommunications                                                                               |
| 17 mai | H-IIA                      | Tanegashima       | Orbite héliosynchrone  | GCOM-W1 ...         | Observation de la Terre                                                                                        |
| 17 mai | Proton-M / Briz-M Enhanced | Baïkonour         | Orbite géostationnaire | Nimiq-6             | Télécommunications.                                                                                            |
| 17 mai | Soyouz-U                   | Plessetsk         | Orbite basse           | Kobalt-M            | Satellite de reconnaissance optique                                                                            |
| 22 mai | Falcon 9                   | Cape Canaveral    | Orbite basse           | Dragon C1           | Deuxième vol de qualification COTS-2 de l'ensemble Falcon 9 + Spacex Dragon pour le programme COTS de la NASA. |
| 26 mai | Longue Marche 3B/E         | Xichang           | Orbite géostationnaire | Chinasat 2A         | Satellite de télécommunications                                                                                |
| 29 mai | Longue Marche 4C           | Taiyuan           | Orbite basse           | Yaogan 15           | Satellite de reconnaissance (Yaogan) et technologique                                                          |

### Juin
| Date     | Lanceur          | Base de lancement  | Type                   | Charge utile     | Notes                                                                                          |
| 1er juin | Zenit-3SL        | Plateforme Odyssey | Orbite géostationnaire | Intelsat 19      | Satellite de télécommunications. Un des deux panneaux solaires non déployé ou endommagé        |
| 13 juin  | Pegasus-XL       | Cape Canaveral     | Orbite basse           | NuSTAR           | Astronomie X                                                                                   |
| 16 juin  | Longue Marche 2F | Jiuquan            | Orbite basse           | Shenzhou 9       | Première mission habitée vers la station spatiale Tiangong-1. Première chinoise dans l'espace. |
| 20 juin  | Atlas V 401      | Cape Canaveral     | orbite géostationnaire | NRO L-38-1       | Satellite de reconnaissance                                                                    |
| 29 juin  | Delta IV-H       | Cape Canaveral     | Orbite géostationnaire | USA-237 (Mentor) | Satellite de reconnaissance                                                                    |

### Juillet
| Date       | Lanceur                    | Base de lancement | Type                   | Charge utile                        | Notes                                                                                       |
| 5 juillet  | Ariane 5 ECA               | Kourou            | Orbite géostationnaire | EchoStar XVII MSG 3                 | Satellite de télécommunications, satellite météo                                            |
| 9 juillet  | Proton-M / Briz-M Enhanced | Baïkonour         | Orbite géostationnaire | SES-5                               | Télécommunications.                                                                         |
| 15 juillet | Soyouz-FG                  | Baïkonour         | Orbite basse           | Soyouz TMA-05M                      | Relève équipage de la station spatiale internationale Expédition 32/Expédition 33           |
| 21 juillet | H-IIB 304                  | Tanegashima       | Orbite basse           | HTV-3                               | Vaisseau cargo : ravitaillement et pièces détachées pour la station spatiale internationale |
| 22 juillet | Soyouz-Fregat              | Baïkonour         | Orbite basse           | Kanopus V-1, BelKA-2, ...           | Observation de la Terre, Imagerie, ...                                                      |
| 25 juillet | Longue Marche 3C           | Xichang           | Orbite géostationnaire | Tianlian I-03                       | Satellite de télécommunications                                                             |
| 28 juillet | Rockot / Briz-KM           | Plessetsk         | Orbite basse           | Gonets-M No.3 et 4, Strela-3/Rodnik | Télécommunications                                                                          |

### Août
| Date     | Lanceur                  | Base de lancement  | Type                   | Charge utile           | Notes                                                                                  |
| 1er août | Soyouz                   | Baïkonour          | Orbite basse           | Progress M-16M         | Ravitaillement de la station spatiale internationale                                   |
| 2 août   | Ariane 5 ECA             | Kourou             | Orbite géostationnaire | Intelsat-20 Hylas 2    | Satellite de télécommunications                                                        |
| 6 août   | Proton-M/Briz-M Enhanced | Baïkonour          | Orbite géostationnaire | Telkom-3 Ekspress MD-2 | Satellite de télécommunications. Échec dû à une défaillance du troisième étage Briz-M. |
| 19 août  | Zenit-3SL                | Plateforme Odyssey | Orbite géostationnaire | Intelsat 21            |                                                                                        |
| 30 août  | Atlas V 401              | Cape Canaveral     | Orbite géostationnaire | RBSP                   | Étude des interactions Soleil Terre                                                    |

### Septembre
| Date         | Lanceur              | Base de lancement | Type                   | Charge utile          | Notes                                            |
| 9 septembre  | PSLV-CA              | Satish Dhawan     | Orbite basse           | SPOT-6 PROITIERES     | Observation de la Terre, Radio-amateur           |
| 13 septembre | Atlas V 401          | Vandenberg        | ?                      | USA-238               | Satellite d'écoute électronique                  |
| 17 septembre | Soyouz 2.1a / Fregat | Baïkonour         | Orbite polaire         | MetOp-B               | Satellite météorologique                         |
| 18 septembre | Longue Marche 3B     | Xichang           | Orbite moyenne         | Compass M2 et M5      | Satellite de navigation                          |
| 28 septembre | Ariane 5 ECA         | Kourou            | Orbite géostationnaire | Astra 2F GSAT-10 (en) | Satellite de télécommunications, satellite météo |
| 29 septembre | Longue Marche 2D     | Jiuquan           | Orbite basse           | VRSS-1                | Satellite d'observation de la Terre.             |

### Octobre
| Date (TU)  | Lanceur                    | Base de lancement | Type                   | Charge utile                | Notes                                                                             |
| 4 octobre  | Delta IV M+ (4,2)          | Cap Canaveral     | Orbite moyenne         | GPS IIF-3                   | Satellite de navigation                                                           |
| 8 octobre  | Falcon 9                   | Cape Canaveral    | Orbite basse           | CRS-SpX1                    | Ravitaillement de la station spatiale internationale                              |
| 12 octobre | Soyouz 2.1a / Fregat       | Kourou            | Orbite moyenne         | Galileo-IOV 3 Galileo-IOV 4 | Satellites de navigation                                                          |
| 14 octobre | Longue Marche 2C           | Taiyuan           | Orbite basse           | Shijian 9A et 9B            | Satellites technologiques                                                         |
| 14 octobre | Proton-M / Briz-M Enhanced | Baïkonour         | Orbite géostationnaire | Intelsat 23                 | Télécommunications. Satellite de télécommunications.                              |
| 23 octobre | Soyouz-FG                  | Baïkonour         | Orbite basse           | Soyouz TMA-06M              | Relève équipage de la station spatiale internationale Expédition 33/Expédition 34 |
| 25 octobre | Longue Marche 3C           | Xichang           | Orbite géostationnaire | Compass-G6                  | Satellite de navigation                                                           |
| 31 octobre | Soyouz                     | Baïkonour         | Orbite basse           | Progress M-17M              | Ravitaillement de la station spatiale internationale                              |

### Novembre
| Date        | Lanceur                    | Base de lancement | Type                   | Charge utile               | Notes                                                 |
| 2 novembre  | Proton-M / Briz-M Enhanced | Baïkonour         | Orbite géostationnaire | Loutch-5B Yamal-300k       | Télécommunications.                                   |
| 10 novembre | Ariane 5 ECA               | Kourou            | Orbite géostationnaire | Eutelsat 21B Star One C3   | Satellites de télécommunications                      |
| 14 novembre | Soyouz 2.1a / Fregat       | Baïkonour         | Orbite de Molnia       | Meridian-6                 | Satellite de télécommunications                       |
| 18 novembre | Longue Marche 2C           | Taiyuan           | Orbite basse           | Huanjing 1C ,...           | Satellite de télédétection                            |
| 20 novembre | Proton-M / Briz-M Enhanced | Baïkonour         | Orbite géostationnaire | EchoStar-16                | Télécommunications                                    |
| 25 novembre | Longue Marche 4C           | Jiuquan           | Orbite basse           | Yaogan 16 et ss satellites | Satellite de reconnaissance (Yaogan) et technologique |
| 27 novembre | Longue Marche 3B/E         | Xichang           | Orbite géostationnaire | Chinasat-12                | Satellite de télécommunications                       |

### Décembre
| Date        | Lanceur                    | Base de lancement  | Type                   | Charge utile              | Notes |
| 2 décembre  | Soyouz-STB/ Fregat         | Kourou             | Orbite basse           | Pléiades-HR-2             | Imagerie optique                                                                                                   |
| 3 décembre  | Zenit-3SL                  | Plateforme Odyssey | Orbite géostationnaire | Eutelsat 70B (en)         | Satellite de télécommunications.                                                                                   |
| 8 décembre  | Proton-M / Briz-M Enhanced | Baïkonour          | Orbite géostationnaire | Yamal-402                 | Télécommunications. L'étage Briz-M s'est arrêté de manière prématurée raccourcissant la durée de vie du satellite. |
| 11 décembre | Atlas V 501                | Cape Canaveral     | orbite basse           | X-37B OTV-3               | Navette cargo expérimentale                                                                                        |
| 12 décembre | Unha-3                     | Sohae              | orbite basse           | Kwangmyŏngsŏng-3 numéro 2 | Satellite technologique. Premier satellite placé en orbite par la Corée du Nord.                                   |
| 18 décembre | Longue Marche 2D           | Jiuquan            | Orbite basse           | Göktürk 2                 | Satellite d'observation de la Terre.                                                                               |
| 19 décembre | Soyouz-FG                  | Baïkonour          | Orbite basse           | Soyouz TMA-07M            | Relève équipage de la station spatiale internationale Expédition 34/Expédition 35                                  |
| 19 décembre | Ariane 5 ECA               | Kourou             | Orbite géostationnaire | Skynet 5D Mexsat-3        | Satellites de télécommunications (militaire pour Skynet)                                                           |

### Vols orbitaux

#### Par pays
| Pays          | Lancements | Succès | Échecs | Échecs partiels | Remarques |
| ------------- | ---------- | ------ | ------ | --------------- | --- |
| Chine         | 19         | 19     | 0      | 0               | |
| Corée du Nord | 2          | 1      | 1      | 0               | Première satellisation réussie |
| États-Unis    | 13         | 12     | 0      | 1               | |
| Europe        | 8          | 8      | 0      | 0               | |
| Inde          | 2          | 2      | 0      | 0               | |
| Iran          | 3          | 1      | 2      | 0               | |
| Japon         | 2          | 2      | 0      | 0               | |
| Russie/CEI    | 29         | 27     | 1      | 1               | Comprend Sea Launch, Land Launch et les vols depuis Kourou. La sonde Phobos-Grunt a été victime d'une défaillance après le lancement |
| Total         | 78         | 73     | 4      | 1               | |

#### Par lanceur
| Lanceur                   | Pays          | Lancements | Succès | Échecs | Échecs partiels | Remarques          |
| ------------------------- | ------------- | ---------- | ------ | ------ | --------------- | ------------------ |
| Ariane 5 ECA              | Europe        | 7          | 7      | 0      | 0               |                    |
| Atlas V                   | États-Unis    | 6          | 6      | 0      | 0               |                    |
| Delta IV                  | États-Unis    | 4          | 4      | 0      | 0               |                    |
| Falcon 9                  | États-Unis    | 2          | 1      | 0      | 1               |                    |
| H-IIA                     | Japon         | 1          | 1      | 0      | 0               |                    |
| H-IIB                     | Japon         | 1          | 1      | 0      | 0               |                    |
| Longue Marche 2           | Chine         | 6          | 6      | 0      | 0               |                    |
| Longue Marche 3           | Chine         | 9          | 9      | 0      | 0               |                    |
| Longue Marche 4           | Chine         | 4          | 4      | 0      | 0               |                    |
| Pegasus                   | États-Unis    | 1          | 1      | 0      | 0               |                    |
| Proton                    | Russie        | 11         | 9      | 1      | 1               |                    |
| PSLV                      | Inde          | 2          | 2      | 0      | 0               |                    |
| Safir                     | Iran          | 3          | 1      | 2      | 0               |                    |
| Soyouz                    | Russie        | 14         | 14     | 0      | 0               |                    |
| UR-100N (Strela ou Rokot) | Russie        | 1          | 1      | 0      | 0               |                    |
| Unha                      | Corée du Nord | 2          | 1      | 1      | 0               | Premier vol réussi |
| Vega                      | Europe        | 1          | 1      | 0      | 0               |                    |
| Zenit                     | Ukraine       | 3          | 3      | 0      | 0               |                    |

#### Par type d'orbite
| Orbite                 | Lancements | Succès | Échecs | Commentaires                                                                                   |
| ---------------------- | ---------- | ------ | ------ | ---------------------------------------------------------------------------------------------- |
| Basse                  | 40         | 37     | 3      | 12 vols vers la station spatiale internationale (dont 4 habités), 1 vol habité vers Tiangong-1 |
| Moyenne                | 4          | 4      | 0      |                                                                                                |
| Géosynchrone/transfert | 32         | 30     | 1      |                                                                                                |
| Haute                  | 2          | 2      | 0      |                                                                                                |
| Héliocentrique         | 0          | 0      | 0      |                                                                                                |

## Survols et contacts planétaires
| Date         | Sonde spatiale          | Événement                          | Remarque                                                                           |
| ------------ | ----------------------- | ---------------------------------- | ---------------------------------------------------------------------------------- |
| 1er janvier  | GRAIL B                 | Insertion en orbite lunaire        | rejoint la sonde jumelle GRAIL A qui s'est placée en orbite le 31 décembre 2011    |
| 2 janvier    | Cassini                 | 80e survol de Titan                | Distance de 29 415 km                                                              |
| 30 janvier   | Cassini                 | 81e survol de Titan                | Distance de 31 131 km                                                              |
| 19 février   | Cassini                 | 82e survol de Titan                | Distance de 3 803 km                                                               |
| 9 mars       | Cassini                 | 17e survol de Encelade             | Distance de 9 000 km                                                               |
| 27 mars      | Cassini                 | 18e survol de Encelade             | Distance de 74 km                                                                  |
| 14 avril     | Cassini                 | 19e survol de Encelade             | Distance de 74 km                                                                  |
| 14 avril     | Cassini                 | survol de Téthys                   | Distance de 9 000 km                                                               |
| 2 mai        | Cassini                 | 19e survol de Encelade             | Distance de 74 km                                                                  |
| 2 mai        | Cassini                 | 4e survol de Dioné                 | Distance de 8 000 km                                                               |
| 20 mai       | Cassini                 | survol de Méthone                  | Distance de 2 000 km                                                               |
| 22 mai       | Cassini                 | survol de Télesto                  | Distance de 11 000 km                                                              |
| 21 mai       | Cassini                 | 83e survol de Titan                | Distance de 955 km                                                                 |
| 6 juin       | Cassini                 | 84e survol de Titan                | Distance de 959 km                                                                 |
| 24 juillet   | Cassini                 | 85e survol de Titan                | Distance de 1 012 km                                                               |
| 6 août       | Mars Science Laboratory | Atterrissage sur Mars              |                                                                                    |
| 26 août      | Dawn                    | Départ de l'orbite autour Vesta    |                                                                                    |
| 26 septembre | Cassini                 | 86e survol de Titan                | Distance de 956 km                                                                 |
| 13 novembre  | Cassini                 | 87e survol de Titan                | Distance de 973 km                                                                 |
| 29 novembre  | Cassini                 | 88e survol de Titan                | Distance de 1 014 km                                                               |
| 29 novembre  | Cassini                 | survol de Rhea                     | Distance de 23 000 km                                                              |
| 13 décembre  | Chang'e 2               | survol de (4179) Toutatis          | Distance de 3,2 km. Premier survol d'un astéroïde par une sonde spatiale chinoise. |
| 17 décembre  | GRAIL                   | Impact des deux sondes sur la Lune |                                                                                    |

## Sorties extra-véhiculaires
- 16 février : Oleg Kononenko et Anton Shkaplerov ont déplacé le bras robotisé Strela 1 du module Pirs au module Poisk  et installé quatre expériences à l'extérieur de la station (6 heures 15 minutes).
- 20 août  : Gennady Padalka et Iouri Malentchenko déplacent le point de fixation du bras télécommandé Strela 2 du module d'amarrage Pirs au module Zarya afin de préparer le largage du module Pirs et préparer l'arrivée du laboratoire Naukia en 2012. Ils installent également une protection contre les micrométéorites sur Zvezda, enlèvent deux équipements scientifiques installés à l'extérieur du module Pirs, installent deux supports pour l'échelle d'écoutille et déploient deux petits satellites (5h51).
- 30 août : Sunita Williams et Akihiko Hoshide connectent deux lignes d'alimentation électrique entre le segment russe et le segment américain de la station et remplacent un boitier de connexion (MSBU). Les astronautes ont des difficultés à desserrer les fixations de l'ancien boitier et ne parviennent pas à fixer de manière définitive le nouveau boitier. Cette tache devra être réalisée dans le cadre d'une prochaine sortie. (8h17 3e sortie pour la durée)
- 5 septembre : Sunita Williams et Akihiko Hoshide installent définitivement le nouveau boitier MSBU. Remplacent le bras Candarm2. Durant cette sortie Sunita bat le record de durée de sortie extravéhiculaire par une femme détenu jusque-là par Peggy Whitson (6h28).
- 1er novembre : Sunita Williams et Akihiko Hoshide isolent la fuite d'ammoniac dans un des systèmes de refroidissement et activent un circuit de refroidissement (Early External Thermal Control System EETCS), non utilisé pour remplacer le circuit défaillant (5h38).